# Shirley Jackson
Shirley Jackson (San Francisco, 14 de diciembre de 1916-North Bennington, 8 de agosto de 1965) fue una cuentista y novelista estadounidense especializada en el género de terror. Fue popular durante su vida y en los últimos años su obra ha recibido una creciente atención por parte de la crítica. Influyó grandemente en autores como Joanne Harris, Stephen King, Nigel Kneale, Neil Gaiman y Richard Matheson.
Sus obras más conocidas son posiblemente el relato corto La lotería (1948), que sugiere la existencia de un tétrico y estremecedor submundo en las pequeñas ciudades de la América profunda, y La maldición de Hill House (1959). En su biografía crítica sobre Jackson, Lenemaja Friedman señala que tras la publicación de La lotería en la revista The New Yorker, cientos de conmocionadas cartas llegaron por parte de los lectores a la redacción, hasta el punto que Jackson ofreció poco después una respuesta en el San Francisco Chronicle:

Explicar exactamente lo que esperaba que dijera la historia es muy difícil. Supongo que esperaba establecer un rito antiguo particularmente brutal en el presente y en mi propio pueblo para conmocionar a los lectores de la historia con una dramatización gráfica de la violencia inútil y la inhumanidad general en sus propias vidas.

El crítico literario Stanley Edgar Hyman, marido de Jackson, escribió en el prefacio de la antología póstuma de su obra que "ella rechazaba ser entrevistada, explicar o promover su trabajo de cualquier forma, o tomar posiciones públicas y ser la experta de los suplementos del domingo. Ella creía que sus libros hablarían por ella lo suficientemente claro a lo largo de los años". Hyman insistía en que las visiones oscuras encontradas en el trabajo de Jackson no eran, como algunos críticos decían, un producto de sus "fantasías personales, incluso neuróticas", sino que más bien comprendían "una anatomía sensible y fiel" de la era de la Guerra Fría en la que vivió, "símbolos adecuados para [un] angustioso mundo del campo de concentración y la Bomba". Jackson pudo incluso disfrutar del impacto subversivo de su trabajo, como revelaba la afirmación de Hyman de que ella "siempre estuvo orgullosa de que la Unión Sudafricana prohibiese "La Lotería" y sintió que al menos ellos habían entendido la historia".

## Biografía
A pesar de que Jackson decía haber nacido en 1919 por la presión social que sufría al estar casada con un hombre más joven, su partida de nacimiento afirma que vino al mundo en 1916. Fue en San Francisco, como hija de una pareja formada por Leslie y Geraldine Jackson. Vivían en la comunidad de Burlingame, California, un opulento suburbio de clase media que aparecería en su primera novela The Road Through the Wall (1948), escrita, según su autora, como venganza contra sus padres. Su relación con su madre fue tensa, porque sus padres se casaron muy jóvenes y Geraldine se había decepcionado mucho al quedarse embarazada inmediatamente de Jackson, porque esperaba "pasar más tiempo con su apuesto marido". Shirley se veía a menudo incapaz de encajar en su familia y con los otros niños, y pasaba mucho tiempo leyendo y escribiendo para angustia de su madre, quien prefería a su hermano, al que sí consideraba "normal". Además, cuando Shirley era adolescente, vio mellada su seguridad y confianza en sí misma por no pertenecer a los cánones de belleza femenina imperantes. 
Después de que su familia se mudara a Rochester (Nueva York), acudió a la Brighton High School y se diplomó en 1934. Después se matriculó en la cercana Universidad de Rochester, donde sus padres sentían que podían mantenerla vigilada. Pero ella no era feliz allí; es más, los profesores juzgaban a menudo duramente su escritura y cambió a la Universidad de Siracusa; allí sí creció creativa y socialmente. Y, mientras estudiaba en Siracusa, comenzó a involucrarse en la revista literaria del campus y conoció a su futuro marido, el profesor universitario y crítico literario judío Stanley Edgar Hyman, con quien se casó en 1940 al acabar los estudios licenciándose en periodismo.
El hogar del matrimonio deambuló por Nueva York y Westport hasta que Hyman y Shirley se establecieron en North Bennington, Vermont, donde Hyman se convirtió en profesor del Bennington College y Jackson proseguía su trabajo como escritora publicando novelas y sobre todo relatos cortos para The New Yorker, donde colaboró regularmente en los años cuarenta y cincuenta, y en otras revistas (Harper’s, Collier’s, Woman’s Day…). . Para el diccionario biográfico literario Twentieth Century Authors (1955) de Stanley J. Kunitz y Howard Haycrafts, escribió:

Me disgusta mucho escribir sobre mí misma o mi trabajo y, cuando me presionan para aportar material autobiográfico, solo puedo ofrecer un escueto esbozo cronológico que, naturalmente, no contiene hechos relevantes. Nací en San Francisco en 1919 y pasé la mayor parte de mi vida temprana en California. Me casé en 1940 con Stanley Edgar Hyman, crítico y numismático, y vivimos en Vermont, una tranquila comunidad rural con bellos paisajes y confortablemente lejos de la vida de la ciudad. Nuestras principales exportaciones son libros y niños, las cuales producimos en abundancia. Los niños son Laurence, Joanne, Sarah y Barry: mis libros incluyen tres novelas, The Road Through the Wall, Hangsman, The Bird Nest (El nido el pájaro) y una colección de historias cortas, The Lottery (La Lotería). Life Among the Savages es una memoria irrespetuosa para mis hijos".

Shirley y su marido eran conocidos por ser anfitriones interesantes y generosos y los visitaban auténticos talentos literarios como Ralph Ellison, el escritor negro autor de El hombre invisible (1952), J. D. Salinger y Dylan Thomas. Ambos eran lectores entusiastas, y su biblioteca personal común albergaba unos 25.000 libros. Tenían cuatro hijos, que servían de inspiración literaria para personajes en los relatos de su madre.
Según los biógrafos de Shirley Jackson, la vida matrimonial de la pareja estuvo frecuentemente agitada por las infidelidades de Hyman. Él no creía en la monogamia y controlaba la mayoría de los aspectos de una relación abierta; Jackson aceptaba a regañadientes sus infidelidades. Hyman también controlaba las finanzas (le entregaba a Shirley partes de lo que ella misma ganaba según su propio criterio), pese a que el éxito de La Lotería y de sus trabajos posteriores hicieron que ganase mucho más dinero que él. Insistió también en que fuera ella quien criara a los hijos y se encargara de todas las tareas domésticas. Ella sufría este trato condescendiente en su rol de mujer de profesor, así como el ostracismo al que la condenaron los rutinarios y aldeanos habitantes del pueblo de North Bennington, sintiéndose oprimida por su marido y el ambiente cateto y pueblerino. Pese a que su marido fue siempre el primero de sus admiradores como escritora, el desagrado ante su situación la condujo a un creciente abuso del alcohol, los tranquilizantes y las anfetaminas, influyendo los temas de gran parte de su trabajo posterior.

Ningún organismo vivo puede mantenerse cuerdo durante mucho tiempo en unas condiciones de realidad absoluta; incluso las alondras y las chicharras, suponen algunos, sueñan.

En 1965, Shirley Jackson murió de un ataque al corazón mientras dormía, a la edad de 48 años. Tenía sobrepeso y fumaba mucho, por lo que había sufrido durante años problemas de salud relacionados con estos dos problemas. Cerca del final de su vida, Jackson acudía al psicólogo para tratar su ansiedad severa, que la había mantenido en casa prácticamente todo el año anterior. El doctor le prescribió barbitúricos, en un tiempo en el que se consideraba un fármaco seguro e inofensivo. Durante muchos años antes, Jackson recibió prescripciones periódicas de anfetaminas para perder peso, que pudieron haber agravado inadvertidamente su ansiedad, dejándola en un círculo de abuso de fármacos en el que tomaba los dos medicamentos para contrarrestar el efecto de cada uno. Algunos de estos factores, o una combinación de los dos, pueden haber contribuido al declive de su salud y su prematura muerte.

## Obra
Escribió seis novelas, más de cien relatos, dos libros autobiográficos y media docena de escritos infantiles, además de varios ensayos. Su primera novela fue The Road Through the Wall (1948), donde podemos observar como su estilo y modus operandi se abren paso, en su relato descriptivo de una pequeña ciudad de América, convirtiéndola por temática casi en una pieza complementaria de "La Lotería". Para publicitarla se les ocurrió a sus editores afirmar que su autora había practicado brujería, cosa que molestaba a Jackson ya que pensaba que banalizaba su trabajo. Otras novelas fueron: Hangsaman (1951), The Bird's Nest (1954), The Sundial (1958) y La maldición de Hill House (1959), esta última una adaptación moderna de la clásica novela gótica. Narra la historia de un científico y filósofo que lleva años entregado al estudio de las perturbaciones psíquicas que se dan en las casas encantadas, hasta que oye hablar de Hill House. Decide alquilarla y reunir un pequeño equipo para intentar recabar pruebas, viviendo experiencias alucinantes. La obra representa muy bien el estilo de su autora: nunca estridente ni sensacionalista, su voz narrativa es serena, hasta fría emocionalmente, pero exquisitamente precisa en su imaginería y en la elección de vocablos.
La maldición de Hill House ha sido considerada por autores como Stephen King, como una de las más importantes obras de horror del siglo XX. En su última novela Siempre hemos vivido en el castillo, publicada en 1962, la escritora se alejaría del misterio para introducirse en el terror íntimo, doméstico, explotando sus complejos claustrofóbicos. La voz narradora pertenece a una chica de dieciocho años que vive junto a su hermana y su tío, aislados del resto del pueblo por una desgracia que ocurrió años antes. La novela fue escogida por la revista Time como uno de los 10 mejores libros del año y fue adaptada para el teatro a mediados de los 60. La Lotería ha sido igualmente adaptado varias veces para la televisión, el cine y la radio, y otras obras han servido de inspiración para distintas películas, como Come Along with Me (1982), dirigida por Joanne Woodward. La película Lizzie (1957) está basada en la novela de Jackson The Bird’s Nest.

## Revistas
La autora escribió asiduamente en revistas desde 1938, cuando era estudiante en la Universidad de Siracusa. Allí apareció su primera publicación: el cuento Janice. Posteriormente contribuyó a revistas como Collier's, Good Housekeeping, Harper's, Mademoiselle, The New Republic, The New Yorker, Woman's Day, Woman's Home Companion, etcétera.
Gran número de sus artículos se encuentran accesibles en la Biblioteca del Congreso de Estados Unidos.

## Adaptaciones
Se han hecho varias versiones de "The Lottery", siendo la más famosa un corto de 1969 dirigido por Larry Yust. La Academic Film Archive lo calificó como "una de las mejores películas educativas de la historia".
- Lizzie, dirigida por Hugo Haas en 1957, estuvo basada en su obra The Bird's Nest, y contó en el reparto con Eleanor Parker, Richard Boone, Joan Blondell y Marion Ross.
- En 1963, The Haunting of Hill House sirvió de base a Nelson Gidding para el guion de la película The Haunting, basada en la novela homónima de la autora. El film contó con la participación de Julie Harris y Claire Bloom, y estuvo dirigido por Robert Wise.
- Su novela We Have Always Lived in the Castle fue llevada al teatro por el director Garson Kanin. Los intérpretes que dieron vida a sus personajes fueron Hugh Wheeler y Shirley Knight. La primera puesta en escena tuvo lugar en Broadway, en el Ethel Barrymore Theatre, el 19 de octubre de 1966 aunque solo hubo nueve representaciones, pues la productora quebró al poco tiempo.
- Joanne Woodward dirigió Come Along with Me (1982), una adaptación de una novela inacabada de Shirley Jackson como episodio de American Playhouse, con un elenco de actores encabezado por Estelle Parsons y Sylvia Sidney.[20]
- En 1997 su relato corto The Bus fue llevado al cine por el húngaro Attila Janisz con el título de Largo crepúsculo (Hosszú Alcony).
- En 1999, The Haunting of Hill House volvió a ser llevada al cine bajo el título The Haunting por el director Jan de Bont. El film estuvo protagonizado por Liam Neeson y Catherine Zeta-Jones.
- En 2010, We Have Always Lived in the Castle contó con una adaptación musical llevada a cabo por Adam Bock y Todd Almond. Se estrenó en el Yale Repertory Theatre el 17 de septiembre de 2010; la producción corrió a cargo de Anne Kauffman.
- La adaptación cinematográfica de su novela We Have Always Lived in the Castle estrenada en septiembre del 2018 contó con Alexandra Daddario, Crispin Glover, Sebastian Stan y Taissa Farmiga en el reparto. Michael Douglas fue su productor ejecutivo, junto al hijo de Shirley Jackson, Laurence Jackson Hyman, como coproductor ejecutivo .[21]
- En 2018, Netflix estrenó The Haunting, una serie de diez episodios basada en la novela de Jackson The Haunting of Hill House.[22]
- En 2018, Kennedy/Marshall la Paramount Pictures comenzó a producir un largometraje basado en su relato corto "The Lottery." El guion estará escrito por Jake Wade Wall.[23]

## Crítica
- Judy Oppenheimer: Private Demons: The Life of Shirley Jackson (Putnam, 1988). Vida y obra.
- S. T. Joshi: en The Modern Weird Tale (2001) ofrece un ensayo crítico de su trabajo.
- Darryl Hattenhauer: Jackson's American Gothic (State University of New York Press, 2003).
- Bernice Murphy: Shirley Jackson: Essays on the Literary Legacy (McFarland, 2005).

## Premios
- 1960 "National Book Award nomination": The Haunting of Hill House
- 1962 One of Time's': "Ten Best Novels of 1962"
- 1966 "Mystery Writers of America, Edgar Award for Best Short Story": The Possibility of Evil (Saturday Evening Post, 18 de diciembre de 1965)

## Archivos sonoros
- 1988 interview with Judy Oppenheimer by Don Swaim
- The Lottery, NBC Short Story, NBC radio, 1951